# Hautes-Formes
Hautes-Formes est un ensemble de 209 logements HLM pour la RIVP. 

## Situation
Il est situé rue des Hautes-Formes dans le 13e arrondissement de Paris. 

## Historique
Il a été construit en 1979, par des ouvriers sous la supervision de l'architecte Christian de Portzamparc, lauréat du Prix Pritzker en 1994. En contradiction avec le concept originel de l'îlot ouvert sur la ville, l’accès à la rue centrale est désormais interdit au public.